# Phylloclusia steleocera
Phylloclusia steleocera är en tvåvingeart som beskrevs av Friedrich Georg Hendel 1913. Phylloclusia steleocera ingår i släktet Phylloclusia och familjen träflugor.
Artens utbredningsområde är Taiwan. Inga underarter finns listade i Catalogue of Life.